# Joe Gyau
Joseph-Claude Gyau (Tampa, Amerikai Egyesült Államok, 1992. szeptember 16. –) amerikai válogatott labdarúgó, a Degerfors hátvédje.

## Pályafutása
Az Amerikai Egyesült Államokban kezdte meg a labdarúgó pályafutását. Megfordult fiatalon az FC Delco, a Bethesda Roadrunners, az IMG Soccer Academy futballiskolában, majd 2009-ben Európába került a németországi TSG 1899 Hoffenheim akadémiájára. A  Hoffenheim II csapatának a játékosa a 2012-13-as szezontól lett. Ekkor 7 bajnokin kapott lehetőséget , majd a következő szezonban már alapemberre lett klubjának. 2012 nyarán kölcsönbe került a St. Pauli csapatához, ahol a felnőtt és a másodikcsapatban is pályára lépett. 2014. április 26-án debütált a TSG 1899 Hoffenheim első csapatában a Bundesligában az Eintracht Frankfurt elleni mérkőzésen csereként 20 perc játéklehetőséget kapva.
2014. július 30-án bejelentették, hogy a Borussia Dortmund II csapatába igazolt. Szeptember 24-én az első csapatban is bemutatkozhatott a VfB Stuttgart ellen a 74. percben váltotta Pierre-Emerick Aubameyangt.

## Válogatott
Az amerikai labdarúgó-válogatott korosztályos szinten végigjárta a csapatokat. 2012 márciusában meghívott kapott az amerikai U23-as labdarúgó-válogatott 2012. évi nyári olimpiai játékok kvalifikációjára készülő keretébe.
2012. november 11-én meghívott kapott az amerikai labdarúgó-válogatottba, de pályára nem lépett. 2014. szeptember 3-án debütált a cseh labdarúgó-válogatott elleni barátságos mérkőzésen. Október 10-én az ecuadori labdarúgó-válogatott elleni barátságos mérkőzésen a 22. percben ficamodás gyanúja miatt lecserélte Jürgen Klinsmann Bobby Woodra. Két nappal később az orvosi vizsgálatok megerősítették, hogy oldalirányú meniszkusz sérülést szenvedett és egy csontja megzúzódott.

## Statisztika

### Klubcsapataiban
| Klub                 | Szezon   | Bajnokság | Bajnokság | Kupa | Kupa | Nemzetközi | Nemzetközi | Összesen | Összesen |
| Klub                 | Szezon   | Mérk      | Gól       | Mérk | Gól  | Mérk       | Gól        | Mérk     | Gól      |
| -------------------- | -------- | --------- | --------- | ---- | ---- | ---------- | ---------- | -------- | -------- |
| Hoffenheim II        | 2010–11  | 7         | 0         | 0    | 0    | —          | —          | 7        | 0        |
| Hoffenheim II        | 2011–12  | 21        | 2         | 0    | 0    | —          | —          | 21       | 2        |
| Hoffenheim II        | 2012–13  | 27        | 7         | 0    | 0    | —          | —          | 27       | 7        |
| Hoffenheim II        | Összesen | 55        | 9         | 0    | 0    | 0          | 0          | 55       | 9        |
| TSG Hoffenheim       | 2011–12  | 0         | 0         | 1    | 0    | —          | —          | 1        | 0        |
| TSG Hoffenheim       | 2012–13  | 0         | 0         | 0    | 0    | —          | —          | 0        | 0        |
| TSG Hoffenheim       | 2013–14  | 2         | 0         | 0    | 0    | —          | —          | 2        | 0        |
| TSG Hoffenheim       | Összesen | 2         | 0         | 1    | 0    | 0          | 0          | 3        | 0        |
| St. Pauli            | 2012–13  | 15        | 0         | 1    | 0    | —          | —          | 16       | 0        |
| St. Pauli            | Összesen | 15        | 0         | 1    | 0    | 0          | 0          | 16       | 0        |
| St. Pauli II         | 2012–13  | 2         | 1         | 0    | 0    | —          | —          | 2        | 1        |
| St. Pauli II         | Összesen | 2         | 1         | 0    | 0    | 0          | 0          | 2        | 1        |
| Borussia Dortmund II | 2014–15  | 10        | 2         | 0    | 0    | —          | —          | 10       | 2        |
| Borussia Dortmund II | Összesen | 10        | 2         | 0    | 0    | 0          | 0          | 10       | 2        |
| Borussia Dortmund    | 2014–15  | 1         | 0         | 0    | 0    | 0          | 0          | 1        | 0        |
| Borussia Dortmund    | Összesen | 1         | 0         | 0    | 0    | 0          | 0          | 1        | 0        |
| Összesen             | Összesen | 85        | 12        | 2    | 0    | 0          | 0          | 87       | 12       |

## Magánélete
Az Amerikai Egyesült Államokban Tampa városában született, de Silver Spring városában nőtt fel. Harmadik generációs labdarúgó a családjában, miután édesapja az amerikai labdarúgó-válogatott Philip Gyau, nagyapja az ghánai labdarúgó-válogatott Joseph Agyemang-Gyau. Ezért Joe a ghánai válogatottban is szerepelhetett volna.